# Danielle Henderson
Danielle Henderson, född den 29 januari 1977 i Commack, New York, är en amerikansk softbollspelare.
Hon tog OS-guld i samband med de olympiska softboll-turneringarna 2000 i Sydney.